# Victor Buttignol
Pas d'image ? Cliquez ici

a Compétitions nationales et continentales officielles uniquement.

Victor Buttignol, né le 17 avril 1946 en Italie, est un joueur français de rugby à XIII évoluant au poste de deuxième ligne dans les années 1970 et 1980.
Il joue au rugby à XIII au sein du club du F.C. Lézignan avec lequel il remporte le Championnat de France en 1978. Il rejoint ensuite l'A.S. Carcassonne.

## Palmarès
- Collectif :
  - Vainqueur du Championnat de France : 1967 (Carcassonne) et 1978 (Lézignan).
  - Vainqueur de la Coupe de France : 1967 et 1968 (Carcassonne).
  - Finaliste du Championnat de France : 1976 (Lézignan).
  - Finaliste de la Coupe de France : 1974, 1978 (Lézignan) et 1980 (Carcassonne).